# دی‌اتیل‌هیدروکسیل‌آمین
دی‌اتیل‌هیدروکسیل‌آمین (به انگلیسی: Diethylhydroxylamine) یک ترکیب شیمیایی با شناسه پاب‌کم 19463 است. که جرم مولی آن 89.4 g/mol می‌باشد. شکل ظاهری این ترکیب، مایع بی‌رنگ شفاف است.